# Ersel Kaynak
Ersel Kaynak (Halfeti (Turkije), 1 juli 1974) is een Belgisch politicus voor de PS.

## Biografie
Kaynak werd geboren in Turkije, maar vestigde zich met zijn gezin in Malmedy, waar hij secundair onderwijs volgde aan het Koninklijk Atheneum. Vervolgens studeerde hij af als licentiaat in de politieke wetenschappen aan de Universiteit Luik.
Hij werd politiek actief voor de PS en werd parlementair medewerker van André Frédéric, die tot 2019 in de Kamer van volksvertegenwoordigers zetelde en dan de overstap maakte van het Waals Parlement. Toen Frédéric van 2022 tot 2024 voorzitter van het Waals Parlement was, was Kaynak diens kabinetschef. Daarnaast was hij van 2007 tot 2024 federaal secretaris van de PS-federatie van het arrondissement Verviers.
Bij de gemeenteraadsverkiezingen van oktober 2006 was Kaynak kandidaat in Malmedy, maar hij werd niet verkozen en werd vervolgens OCMW-raadslid. In oktober 2012 werd hij wel verkozen en nadien werd Kaynak schepen van de stad, bevoegd voor Huisvesting, Jeugd, Sociale Aangelegenheden, Gezondheid en Industrie. Na de gemeenteraadsverkiezingen van 2018 bleef hij schepen van Sociale Aangelegenheden, Gezondheid en Huisvesting en kreeg hij ook afvalbeheer, ruimtelijke ordening en stadsontwikkeling als bevoegdheden.
Bij de Waalse verkiezingen van juni 2024 stond Ersel Kaynak als eerste opvolger op de PS-lijst in het arrondissement Verviers. In juli 2024 nam hij zitting in het Parlement van de Franse Gemeenschap ter vervanging van het Duitstalige Waals Parlementslid Patrick Spies, die niet in deze assemblee mocht zetelen.